# أجنحة الحمامة (رواية)
أجنحة الحمامة The Wings of the Dove رواية كتبها الأديب البريطاني هنري جيمس عام 1902. وهي واحدة من روائعه في سنواته الأخيرة.
وتحكي الرواية قصة ميلي تيل وريثة أمريكية يصيبها مرض خطير، وتأثير ذلك على المحيطين بها. فبعض هؤلاء يتصرفون بنبل وبعضهم بجشع وأنانية.

## روابط خارجية
- أجنحة الحمامة على موقع الموسوعة البريطانية (الإنجليزية)